# Georg Bald
Georg Bald (* 29. September 1903 in Hagen; † 25. Juli 1944 bei Bibbiena, Toskana) war ein deutscher Verwaltungsjurist und Ministerialbeamter.

## Leben
Bald studierte an der Universität Jena Rechtswissenschaft. 1923 wurde er im Corps Guestphalia Jena recipiert. Er klammerte die Dritte und die Erste Charge. Als Inaktiver wechselte er an die Rheinische Friedrich-Wilhelms-Universität Bonn. Nach dem Vorbereitungsdienst wurde er 1930 Gerichtsassessor. Er wechselte 1931 zur Stadtverwaltung Hagen und wurde ein Jahr später Prokurist der Hagener Straßenbahn AG. Am 15. Juni 1933 erhielt er probeweise die Zuweisung als Justitiar beim Landratsamt Iserlohn. Am 1. Januar 1934 war er Regierungsassessor und am 18. April 1934 vertretungsweise als Landrat in Meschede eingesetzt. Einen Monat später war er kommissarischer und ab dem 15. Dezember 1934 definitiver Landrat des Kreises Meschede. Am 10. September 1936 wurde er kommissarisch mit der Verwaltung des Landratsamtes Breslau beauftragt und im März 1937 definitiv Landrat des Kreises Breslau. Dem Reichskommissar für die Preisbildung wurde er im Oktober 1939 zur aushilfsweisen Beschäftigung überwiesen. Im Oktober 1941 schied er aus dem preußischen Staatsdienst aus, nachdem er zum  Ministerialrat ernannt worden war. Bald nahm am Zweiten Weltkrieg teil und fiel als Hauptmann der Reserve in der Toskana.
Er war zum 1. Oktober 1932 in die NSDAP (Mitgliedsnummer 1.344.281) und am 1. März 1933 in die SS eingetreten. Im April 1939 war er SS-Untersturmführer. Er war ab dem 6. Januar 1935 als NSDAP-Kreisrichter tätig und wurde im Juli 1936 seines Amtes enthoben.
Sein Sohn Klaus Georg Bald war Botschafter in Niger und in der Schweiz.